# Branko Janc
Branko Janc, slovenski poslovnež, politik, poslanec in inženir organizacije dela, * 26. april 1956.
Janc je bivši poslanec Državnega zbora Republike Slovenije (1992-2004) in bivši direktor Transporta Krško.

## Življenjepis
Leta 1992 je bil kot član LDS-a izvoljen v 1. državni zbor Republike Slovenije; v tem mandatu je bil član naslednjih delovnih teles:
- Komisija za evropske zadeve,
- Komisija za spremljanje in nadzor lastninskega preoblikovanja družbene lastnine,
- Odbor za gospodarstvo,
- Odbor za infrastrukturo in okolje in
- Odbor za kulturo, šolstvo in šport.

Septembra 2011 ga je Borut Pahor, predsednik 9. vlade RS, predlagal za ministra za notranje zadeve. 13. septembra je dobil podporo matičnega državnozborskega odbora. 20. septembra je Državni zbor Republike Slovenije v paketnem glasovanju zavrnil vse ministrske kandidate (s 36 glasovi za in 51 proti).